# Abdalá Bucaram
 (novembre 2011).
 (février 2017).
Abdalá Bucaram (né le 20 février 1952 à Guayaquil) est un homme d'État, qui est président de la République de l'Équateur durant une période de six mois entre 1996 et 1997.
Chef du Parti roldosiste équatorien (PRE), un parti de centre-droit, il arrive à la présidence de l’Équateur en août 1996. Après s’être engagé au cours de sa campagne à représenter les « opprimés » et de s’opposer à « l'oligarchie », il nomme comme conseiller l'ancien ministre argentin de l’Économie, le néolibéral Domingo Cavallo. Des proches sans compétences particulières occupent des positions clefs, notamment dans les douanes, où les détournements de fonds s'accumulent. Des membres du PRE intriguent pour se voir attribuer d'importants contrats publics. La corruption s'étend.
Cinq semaines de manifestations se succèdent en janvier et février 1997. Certains secteurs de la droite et des milieux d'affaires se retournent également contre Abdalá Bucaram ; l'ambassadeur des États-Unis dénonce le 29 janvier la « corruption » du gouvernement, isolant définitivement celui-ci. Bucaram déclare l'état d'urgence (qui implique l'interdiction de manifester) mais l'armée refuse de l'appliquer par crainte de déclencher des violences et des pertes humaines.
Il est alors destitué par le Congrès pour « incapacité mentale à exercer le pouvoir ». Estimant sa destitution non conforme à la Constitution, Bucaram continue de se déclarer président. Sa vice-présidente, Rosalía Arteaga, se déclare chef de l’État, qui sera imitée par le président du Congrès, Fabián Alarcón. Face à cette situation confuse, l'armée tranche en faveur d'Alarcón, qui assura l'intérim jusqu'aux élections de 1998. 
Après sa destitution, poursuivi pour des affaires de corruption, Abdalá Bucaram s'exile pendant vingt ans. Il revient en 2017 avec le soutien du président Lenín Moreno, qui se cherche des alliés politiques à droite.

## Bucaram: le personnage
Émigrés du Liban dans les années 1920, les grands-parents d’Abdalá Jaime Bucaram Ortiz s’établissent dans la ville d’Ambato, à 130 kilomètres au sud de Quito. Jacobo Bucaram et Martha Elhalim donnent naissance à Jacobo, père d’Abdalá, et à Asad.
Jacobo fils s'installe rapidement dans une ville plus attirante pour le commerce : Guayaquil. Il se lance dans la vente de bijoux, qu’il exerçait dans la boutique de la famille. Il ouvre par la suite sa propre boutique, ce qui lui permet de faire vivre sa femme, Rina Ortiz, et ses douze enfants. Abdalá est le huitième. Jacobo Bucaram meurt en 1967, en tombant du bus qui le mène à sa ferme près de Daule.
L’oncle d’Abdalá, Asad Bucaram Elhalim, côtoye la misère et la forte inégalité entre riches propriétaires terriens et paysans indiens lorsqu’il vend des tissus dans les rues d’Ambato et dans les autres villages de la Sierra centrale. Une fois installé à Guayaquil, il choisit très tôt de rejoindre le « Mouvement de Concentration de Forces Populaires », un puissant parti politique fondé en 1949 par Carlos Guevara Moreno. Après la deuxième défaite de Guevara, lors de la présidentielle de 1960, le mouvement s’effondre avec le retrait de la vie politique de ce dernier. Député dès 1956, Asad Bucaram devient le chef politique du nouveau parti de concentration de forces populaires. Il est élu deux fois maire de Guayaquil, en 1962 et en 1967. Il est ensuite préfet de la province de Guayas, mais quand il pose sa candidature pour la présidentielle de 1976, les militaires désignent à sa place son neveu Jaime Roldós Aguilera.
Jaime Roldós et son épouse Martha, l’aînée des douze enfants de Jacobo Bucaram, sont parrains d’Abdalá. Ils se chargent de son éducation après la mort de son père. Abdalá Bucaram fait son apprentissage entre le couple Roldós-Bucaram, sérieux et raffiné, et son oncle Asad, homme politique populiste et stratège implacable. Il suit ses études dans le lycée « Cristobal Colon », tenu par des pères salésiens. Il obtient son baccalauréat avec d’excellents résultats, notamment dans les disciplines sportives. Finalement, il obtient un diplôme d’avocat à l’université d’État de Guayaquil.
Son charisme, probablement un des facteurs qui l’ont porté à la présidence en 1996, s’est construit sur la base de réussites personnelles dans des domaines complètement étrangers à la politique. Il est champion des 100 mètres, ce qui lui permet d’aller aux Jeux olympiques de Munich de 1972. Ses dons de chanteur et de guitariste contribuent à sa popularité. Il utilise sa capacité à s’exprimer à travers ses chansons pour imposer sa personne dans le paysage politique équatorien, dans les médias, notamment à la télévision.

## Carrière politique
C’est en 1978 que s’effectue son entrée dans la vie politique équatorienne. Dans un premier temps, il soutient activement la candidature de son oncle Asad, mais il s’engage par la suite auprès de son beau-frère Jaime Roldós. Pendant le deuxième tour de l’élection présidentielle de 1979, Asad Bucaram et Roldós prirent des distances. Roldós fonda le mouvement « la Force du Changement ». Abdalá fit son choix et se rangea définitivement du côté de Roldós et fut nommé Intendant de police de Guayaquil sous le gouvernement de ce dernier. Il prétendit s’ériger en tant que gardien de la morale publique, en commençant par interdire la consommation de boissons alcooliques les fins de semaine. Il établit la censure de plusieurs films comme « la Lune » de Bertolucci et entreprit d’autres mesures de prohibition.
Grâce à Jaime Roldós, Abdalá Bucaram se dirigea vers des postes plus importants, mais lorsqu’il postula pour être en tête de liste des conseillers provinciaux, Roldós, élu président un an plus tôt, mourut dans des circonstances peu éclaircies en mai 1981. Il fonda alors son propre parti : le parti « Roldosista Ecuatoriano », en hommage au président défunt. Cette stratégie contribua à assurer sa victoire aux élections municipales de Guayaquil en janvier 1984.
Son administration en tant que maire fut marquée par une volonté de changement par rapport aux administrations précédentes, notamment en matière d’amélioration de la qualité de vie des habitants du plus grand port du pays. Une pression s’exerça sur le nouveau président Osvaldo Hurtado pour l’obtention d’un budget supplémentaire destiné aux écoles publiques et aux travaux de rénovation de la ville.

En septembre 1985, un an et demi après le début de son mandat de maire, Bucaram commit une succession d’erreurs, notamment en accusant divers hommes politiques dans l’implication de meurtres mal élucidés. Il dut fuir au Panama après avoir insulté le haut commandement des forces armées dans une interview donnée au journal hispanophone de New York « La Prensa ». Il forgea de nombreuses alliances dans ce pays centraméricain, ce qui n’empêcha pas qu’il fut arrêté et torturé par la police panaméenne pour trafic de drogue en novembre 1985. Dès 1987, les charges dont il était accusé furent retirées et le gouvernement de León Febres-Cordero, élu président en mai 1984, lui permit de revenir au pays. Il devint alors candidat à la présidentielle de 1988 et perdit au deuxième tour face à Rodrigo Borja, candidat du parti de gauche « Izquierda Democrática ».
Durant sa période de président, Rodrigo Borja renouvela les charges contre Bucaram. Ce dernier dut quitter à nouveau le pays pour retrouver asile au Panama, mais revint en 1990, lorsque le président de la Cour Suprême de Guayaquil annula une nouvelle fois les charges qui pesaient contre lui. Il se représenta à l’élection présidentielle de 1992, qu’il perdit dès le premier tour face à Sixto Durán-Ballén du parti « Unité Républicaine » et Jaime Nebot Saadi du parti « Social Chrétien ».
En mai 1996, il se présente pour la troisième fois et est élu président de la République d'Équateur, en remportant 54,4 % des voix au deuxième tour, face à Nebot. Son mandat dure 186 jours et 31 minutes, avant d'être destitué le 6 février 1997 par le Congrès pour « incapacité physique et mentale ».
Le personnage de Bucaram est pour certains un paradoxe vivant. Son côté généreux et « proche du peuple » est en conflit permanent avec un égoïsme profond, motivé par la recherche de la satisfaction de ses propres intérêts et de ceux de sa famille.

## L'image de Bucaram
Ce qui mérite une analyse de cet homme politique se trouve dans la façon dont son image a été construite à la télévision, à travers la représentation qu’il faisait de ses adversaires : « Abdalá Bucaram, tout comme d’autres politiciens équatoriens, définit ses rivaux politiques en tant qu’ennemis ». Ces ennemis sont classés très rapidement dans la catégorie des « immoraux » et sont montrés comme « une menace constante ».
Plutôt enclin à faire la liste des erreurs de ses adversaires qu’à proposer des solutions, Bucaram s’est très rapidement auto-transformé en victime : « Fujimori et Bucaram se sont présentés comme des personnes ordinaires qui, en tant que descendants d’immigrés, ont été discriminés par les élites bien établies de descendance espagnole. Leurs mouvements sont des alliances entre des élites émergentes et les plus démunies par le biais de programmes sociaux qui les visent directement ». Il semblerait que Bucaram ait été élu grâce à l’appui d’une coalition d’élites émergentes de descendance libanaise et des couches sociales défavorisées, son image de martyr ayant visiblement contribué au ralliement d’une partie de la population.
Finalement, il est utile de signaler que « son silence sur les revendications des syndicats indiens dévoile la séparation entre les mondes des métis et des indigènes. Comme de nombreux hommes politiques équatoriens, il maintient une vision raciste et ne peut comprendre les demandes des Indiens ». Ce constat témoigne du désintérêt que Bucaram porte sur la globalité du pays, privilégiant la région côtière et les intérêts propres à la ville qui lui est chère, Guayaquil.

## Une image maîtrisée par l’utilisation de la télévision
Avant de débuter cette partie il est pertinent de préciser, dans l’intérêt de l’analyse qui suit, que le concept politique droite-gauche observé en Europe n’est pas entièrement valable dans de nombreux pays en développement. Dans la plus grande partie de l’Amérique latine, le choix politique se fait selon les qualités personnelles et de communication du candidat. Il faut se placer dans ce contexte pour appréhender l’importance de la télévision en Équateur, un média présent même dans les villages les plus pauvres.
« La télévision serait un instrument de manipulation, mais au-delà de ce simple fait, elle est un danger pour la démocratie » : c’est le constat de divers sociologues et politologues[Lesquels ?] lorsqu’ils se réfèrent à ce puissant média. En Équateur, ce constat ne serait pas entièrement fondé.
La puissance de la télévision, comme nous en sommes tous plus au moins conscients, réside dans l’image. La photographie, qui est un « reflet » de la réalité, a cette puissance de quiétude, de sérénité. Pour Hans-Michael Koetzle, le fait de regarder une photographie est la seule possibilité qui nous est offerte pour réfléchir sur un moment donné, sur l’instant qui n’existe plus. Le médiologue Norbert Bolz parle d’une “grande image silencieuse”. De son côté, la télévision a cette extraordinaire capacité d’explorer le mouvement, de rendre compte du temps qui passe. À cette arme que peut être l’image en mouvement s’ajoute le son, un élément qui renforce le sens qui lui est donné, qui peut même lui en donner plusieurs. Il suffit de remplacer une bande son par une autre, et l’image n’aura plus le sens initial qui lui avait été attribué.
Dans son étude sur le populisme en Amérique Latine, Carlos de la Torre identifie le rôle de la télévision comme un instrument qui, pour certains auteurs, serait susceptible de modifier le sens premier de la démocratie. Il se réfère à Giovanni Sartori : pour ce dernier, la télévision présente la politique comme un spectacle, fondé sur des appels plutôt d’ordre émotionnel que rationnel. Pour Pierre-André Taguieff, la télévision a transformé le populisme en « télépopulisme », une forme de « vidéo-démagogie », où le démagogue dévoile sa personne devant l’audience sans pour autant se faire comprendre. Alberto Fujimori au Pérou, Carlos Menem en Argentine et Fernando Collor de Mello au Brésil ont utilisé le média télé à des effets qui cherchent l’adhésion d’électeurs, en se fondant sur l’idée que ces derniers n’ont pas à réfléchir sur la politique : ils seraient enivrés par le succès personnel de ces hommes - et donc par leur image - et n’auraient pas de regard sur leur programme politique.
Il semblerait que Abdalá Bucaram a conçu son image à la télévision par rapport à sa propre réussite. Il a montré au peuple qu’il est lui-même issu du peuple, mais qu’il a toutefois entrepris un sacrifice digne de lui permettre d’être président. De la Torre précise que « Abdalá seeks to make clear that even thought he is of the people he is much more than the people ». Dans un discours enflammé il hurle aux présents : « ils m’ont trompé, m’ont enfermé, et quand on disait que je n’étais que des cendres, je me suis levé comme le vent pour lutter héroïquement contre une droite qui vous affame. J’ai étudié, je me suis préparé, j’ai rassemblé le pays, et j’ai le droit d’être président. Je vais être le représentant des pauvres de ma patrie ».
La propagande politique télévisée du parti « Roldosista Ecuatoriano » témoigne d’une volonté de montrer Bucaram comme le sauveur du peuple. Dans ses spots, il est souvent entouré d’enfants et de femmes appartenant aux classes les plus défavorisées. Contrairement à ses adversaires, qui engageaient des professionnels étrangers, la production de ses spots paraissaient avoir été « faite maison ». Le montage vidéo, le cadrage et le son étaient d’une qualité moyenne, ce qui semblait traduire la recherche d’une « marque de fabrique Abdalá », le « président des pauvres ». Quelques-uns de ses spots sont des clips vidéo dans lesquels il chante lui-même. L’un d’eux, intitulé « la force des pauvres » est entièrement un éloge du parti. Les scènes qu’il contient sembleraient être constituées en partie d’archives, d’images des foules soutenant Bucaram, Bucaram lui-même criant et de faux personnages. Ces derniers sont des acteurs représentant la police de León Febres-Cordero – celle qui réprime et humilie les pauvres - et des gens en détresse.
Ce qui vient distinguer Bucaram des autres hommes politiques mentionnés plus haut, c’est sa vulgarité, ce « repugnant other », qui joue avec une représentation du bonheur à travers un spectacle, une grande fête musicale : sa campagne politique. Celle-ci était marquée par de grands rassemblements populaires, de grandes kermesses qui animaient le village ciblé. Bucaram, en s’attribuant les services des « Iracundos », un groupe musical folklorique uruguayen, entreprit une sorte de tournée dans tout le pays. Lui-même chantait, dansait et animait la foule. Son slogan le plus efficace et qui, selon Freddy Ehlers « a frappé fort à niveau populaire », était « De un solo toque », ce qui veut plus ou moins dire « d’un seul coup », en référence aux changements à venir dans le pays s’il était élu président. Ce slogan était employé lorsque Bucaram faisait son discours, avant ou après le show musical. Dans un moment d’exaltation massive, Bucaram faisait répéter à la foule « De un solo toque », jusqu’à ce que celle-ci le chante comme si elle était en train de soutenir une équipe de football. Finalement, il se lançait dans la foule : « en suivant la tradition populiste équatorienne, Bucaram a utilisé des symboles religieux. Il a imité le télé-évangéliste qui prie le Seigneur à travers la musique et la participation du public. Son style se voulait proche des leaders charismatiques religieux qui entraient en transe alors qu’ils vénéraient Dieu. C’est pour cela qu’il sautait de la plate-forme après chaque discours et qu’il marchait dans la foule ».
Au sein de sa campagne politique, il est important de mentionner que sa stratégie médiatique s’est appuyée sur l’image de la candidate à la vice-présidence, son alliée politique, Rosalia Arteaga, originaire de la ville de Cuenca, dans la région de la Sierra. Cette femme d’une quarantaine d’années était représentative des habitants de la région andine et était issue d’une classe aisée et traditionnelle. En s’alliant à Arteaga, il parvint à rassurer une grande partie de l’électorat andin. De la Torre va plus loin en affirmant que « Abdalá n’était pas seulement en train de jouer la sérénade pour obtenir des voix, il était aussi en train d’inviter les gens à le voir danser avec la future vice-présidente » et que « cet un homme ordinaire était en train de séduire une femme attirante d’une classe sociale élevée, personnifiée par Rosalia Arteaga ».
Son image a été travaillée par lui-même, mais elle a aussi été façonnée par les journalistes, les élites et les autres partis politiques. D’une part, en se proclamant le sauveur du peuple, Bucaram a veillé à ce que son image soit associée à celle d’un messie. Lors des élections de 1988, il s’était présenté en tant que « fils de Dieu » et avait qualifié le candidat Rodrigo Borja de « diable ». D’autre part, les médias, les intellectuels et ses opposants, en le critiquant dans sa vulgarité, ont fait de lui une icône de « la lutte entre la civilisation et le barbarisme ».
Pendant les élections de 1996, l’image de Bucaram a été confrontée à celle de Jaime Nebot. Les candidats, qui étaient passés au deuxième tour, concentraient tous leurs efforts à détruire l’image de l’autre. Au sein de cette lutte, l’image de Nebot - habillé en costume et portant la cravate - s’est estompée face à un Bucaram hurlant, trempé de sueur et torse nu. Pour la grande majorité du peuple équatorien, l’image de Bucaram avait triomphé sur celle du candidat social-chrétien, qui passait alors clairement pour un allié de l’oligarchie. Une fois de plus, mais avec succès, Abdalá Bucaram s’était dressé en tant qu’homme « incarnant la vertu et la rédemption morale » contre un ennemi « représentant le pêché et la misère ».
Ce succès n’aurait pu avoir lieu sans la persévérance dont Bucaram faisait preuve dans sa lutte pour détruire les élites au pouvoir. León Febres-Cordero et les membres de son parti étaient directement qualifiés « d’oligarques efféminés » et de traîtres. En parlant d’eux, il prend une voix efféminée et exagère dans ses gestes. Lorsque ceux-ci l’attaquaient en le qualifiant de « fou », il retournait la situation en disant : « personnellement je préfère un fou humaniste avec les pantalons bien mis qu’un riche insolent ». León Febres-Cordero et Jaime Nebot furent l’objet de beaucoup d’autres injures : dans un clip vidéo, Bucaram qualifie Febres-Cordero de « patron de l’oligarchie », prétend dénoncer ses abus en tant que maire de Guayaquil et va même jusqu’à le comparer à Hitler.

## Une image ternie par six mois de présidence
Bucaram prit possession du pouvoir le 10 août 1996. Il forma une coalition composée de trois mouvements politiques : « le Mouvement Indépendant pour une République Authentique » (MIRA), « l’Action Populaire Révolutionnaire Équatorienne » (APRE) et « Libération Nationale » (LN). La dirigeante du MIRA, Rosalía Arteaga, prit en charge la vice-présidence. Le dirigeant de l’APRE, Frank Vargas Pazzos, ancien général de l’armée de l’air et trois fois candidat à la présidence, fut nommé ministre du gouvernement et de la police.
Les premières mesures prises par son gouvernement rentraient en contradiction avec les promesses qu’il avait annoncées lors de sa campagne. Alors qu’il s’autoproclamait ennemi des oligarchies et prétendait venir en aide au peuple par des mesures sociales, il mena clairement une politique néo-libérale.
Bucaram entreprit son mandat sans véritable plan, il avait cependant trois objectifs : une restructuration économique, politique et sociale cohérente, la signature de la paix avec le Pérou et, sa grande promesse, la subvention au logement pour les pauvres. Il mit 113 jours à énoncer son plan d’action. La première mesure, celle qui effraya tout le monde, fut l’instauration d’un système de convertibilité. Le taux de change prévu pour juillet 1997 devait être d’un dollar américain pour quatre nouveaux sucres. En janvier 1996, le taux de change était de 4000 sucres pour un dollar. Les mesures postérieures ne rassurèrent pas non plus l’opinion publique : privatisation des télécommunications et du système de sécurité sociale, libéralisation du commerce de pétrole et d’autres produits, concessions de bons de l’État à des entreprises étrangères, réforme contestable du ministère des finances. Toutes ces mesures, alliées à l’image que le président était en train de se créer à travers divers abus et excès, conduisirent à la plus grande crise politique alors jamais vécue en Équateur : « la cohérence et la rationalité des plans d’ajustement présupposaient une stricte discipline politique, sociale et économique, qui viendrait rendre crédible le nouveau programme de Bucaram. La façon dont celui-ci gouvernait rendait incertaines de telles dispositions ».
Fidèle à son style de vie et à la manière de traiter son entourage, Bucaram a vu sa popularité se dégrader en quelques mois. En août 1996, 24 % de la population était contre Bucaram. En janvier 1997, un mois avant les manifestations qui réclamaient sa destitution, 87 % du pays était contre lui.
Très tôt, il utilisa les médias, et notamment la télévision, pour glorifier sa personne. Il semblerait que « en étant toujours présent à la télévision, à la radio et dans la presse, Bucaram a essayé de construire sa figure comme événement politique central. Son image de champion dans les sphères non-politiques comme les affaires, le sport et son nouveau rôle de chanteur et présentateur télé a été constamment retransmis dans les foyers. Il jouait à la télévision pour un public et transformait le sens de ce qui devait être discuté dans la sphère publique ». Il souhaitait en fait s’accomplir en profitant de son nouveau statut : « Bucaram remplaçait ses devoirs officiels par la réalisation de ses propres rêves ».
Ses chansons, et notamment son album « un loco que ama », qu’il enregistra en septembre 1996 servirent de prétexte à de nombreux concerts médiatisés. Il accueillit Lorena Bobbit - connue dans le monde entier pour avoir coupé le pénis de son mari - en tant qu’« héroïne nationale ». Pour Noël, il conduisit l’émission à vocation caritative « teleton navideño ». Lors de ce programme en direct, il chanta et dansa avec des danseuses professionnelles. Dans une autre émission en direct, il fit raser sa moustache pour la vendre aux enchères. Il amena son fils Jacobo aux États-Unis pour un traitement contre l’obésité. Une multitude de journalistes faisaient partie du voyage qui se réalisa dans l’avion présidentiel.
Bucaram mélangeait ses obligations de président et sa vie privée. Il pouvait aussi bien donner son avis sur les joueurs qui devait être engagés par tel ou tel club de football que parler de son plan de convertibilité de la monnaie nationale.
Ces excès, qu’il commit tout au long de son mandat, étaient accompagnés par le peu de place qu’il laissait aux acteurs sociaux, car comme il a été démontré plus haut « c’est en s’exposant constamment à la télévision, que Bucaram a construit sa personne au centre des événements politiques ». Cette construction se faisait toujours autour de son côté « proche du peuple », car il refusait les règles protocolaires inhérentes aux hommes d’État. Il refusait ainsi de porter la cravate, à la place il mettait une Guayabera, simple chemise blanche portée par la grande majorité des habitants de Guayaquil.
Il accentua les tensions entre les deux régions du pays. Cela a commencé lorsqu’il refusa de vivre dans le palais présidentiel, situé à Quito, car il prétendait que celui-ci était hanté. Il établit son quartier général dans sa résidence principale à Guayaquil et logeait dans des hôtels de luxe lors de ses brèves visites dans la capitale.

Il est important de signaler que même si son élection peut s’expliquer par sa capacité à donner de la voix aux exclus et marginaux, il n’a pas su créer des alliances stratégiques. Il n’a pas su s’assurer l’alliance d’une partie de la classe politique. Ses gestes et son langage, jugés vulgaires, ont irrité les secteurs clés qu’un président équatorien doit garder près de soi pour rester au pouvoir : certains industriels, les militaires, l’Église catholique et les journalistes de haut niveau. Ces derniers participent à la formation de l’opinion publique. Pour la première fois dans l’histoire du pays, les journaux, les stations de radio et les chaînes de télévision les plus prestigieux se sont montrés complètement opposés à un président. Certains journalistes allèrent jusqu’à adopter une position xénophobe en associant les origines libanaises de Bucaram à la corruption de son administration.
Ce qui vint justement envenimer définitivement l’image de ce gouvernement fut la corruption. Le niveau qu’elle avait atteint ne pouvait plus passer inaperçu, trop de personnes faisant partie de l’entourage de Bucaram étaient impliquées dans des affaires illicites. À titre d’exemple, Bucaram et Arteaga avaient placé leurs proches dans des postes diplomatiques à l’étranger. ECUAVISA CANAL 8 de Quito dénonça ces abus en faisant la liste des personnes occupant des postes importants, accessibles uniquement à partir d’un certain âge et avec une certaine expérience.

## La destitution de Bucaram: une confusion politique mal vécue par les médias équatoriens
À la suite des mesures économiques qui ont engendré de fortes augmentations du prix du gaz, de l’électricité, des télécommunications et notamment de l’essence, les manifestations étudiantes ont été le préambule de la grève générale menée par le « Front patriotique » pour le 5 février 1997. Avant cette date, plusieurs événements avaient montré l’ampleur de la crise. Le 29 janvier 1997, des membres de la Confédération des nationalités indigènes de l’Équateur (CONAIE) occupèrent la Cathédrale Métropolitaine de Quito pour protester contre les mesures et demander la création d’une « assemblée nationale constituante ». Le 30 janvier, l’ambassadeur des États-Unis à Quito, Leslie Alexander, dénonça publiquement la forte progression de la corruption au sein de l’administration Bucaram. Le 2 février, ce dernier essaya d’enrayer la crise en informant que 60 % de son cabinet sera changé.
Le fait marquant du lendemain de cette annonce fut la réunion, qualifiée d’historique par la presse, entre le « Front Patriotique », deux ex-présidents de la République (Rodrigo Borja et Osvaldo Hurtado), quatre ex-candidats à la présidence - dont Jaime Nebot et Freddy Ehlers - et les chefs des blocs parlementaires d’opposition. Lors de cette réunion, qui se tint dans les locaux de « l’Action nationale des travailleurs de l’énergie », la commission improvisée d’urgence émit une demande exigeant la démission de Bucaram. Deux jours plus tard, le 5 février, eut lieu la grève nationale. La population manifesta dans tout le pays, près de deux millions de personnes descendirent dans les rues. La marche arriva au congrès pour exiger la destitution de Bucaram.
Le 6 février, Bucaram annonça, dans une dernière tentative désespérée pour rester au pouvoir, les dernières modifications des mesures et qualifia l’opposition de « putschiste », mais la voix présidentielle avait déjà perdu toute crédibilité. Pendant la nuit du 6 au 7 février le congrès démit Bucaram de ses fonctions pour « incapacité mentale à exercer le pouvoir », en le remplaçant par Fabian Alarcón, alors président du congrès. Cette nuit même, Rosalia Arteaga s’autoproclamait présidente. Le 7 février, le pays se réveilla avec trois présidents.

La raison pour laquelle le congrès avait destitué Bucaram n’a fait l’objet d’aucune preuve clinique. Cette manière d’agir ne devrait pas avoir lieu d’être en démocratie. La presse n’a dans ce sens pas contribué au bon déroulement de l’évincement du président. Elle s’est uniquement limitée à rapporter les faits marquants de la journée. Le 7 février, Fabian Alarcon sorti dans les rues, accompagné de Rodrigo Borja, Freddy Ehlers, Jaime Nebot et d’autres personnalités politiques, à la tête d’une foule manifestant pour la démission définitive de Bucaram et pour appuyer la décision du congrès. Ils se réunirent sur la place de San Francisco. La police dispersa brutalement la foule en utilisant du gaz lacrymogène en grande quantité, le centre de Quito ressemblait à un champ de bataille. Le palais du gouvernement demeurait fortement gardé par des dispositifs de police et par l’armée. Les chaînes de télévision de Quito, comme TELEAMAZONAS CANAL 4 et ECUAVISA CANAL 8 étaient présentes lors de ces incidents, ce qui permit par la suite d’évaluer l’ampleur des contestations. Aucun mort ne fut à déplorer.
Bucaram, qui avait annoncé une conférence de presse à 19h et à qui un ultimatum avait été fixé à 18h pour quitter le pouvoir officiellement, fit une déclaration déconcertante : « il est important de dire qu’il est 19h30, et que l’ultimatum prévu pour 18h n’a pas eu lieu, merci ». Alors qu’il recevait des critiques en direct de la presse, il abandonna le palais présidentiel et se rendit à Guayaquil après avoir perdu le soutien d’une grande partie de l’armée. Furieux, il déclare une fois dans sa ville : « j’ai le droit d’exiger à l’Équateur de rester président ! Jusqu’à quand, jusqu’à quand vont-il m’embêter ? Oligarchies, jusqu’à quand ? Elles m’ont provoqué, et m’ont trouvé ! ».
Officiellement les militaires n’obéissaient à aucun des trois présidents. À l’aube du 8 février, le général Grijalva annonça dans la ville de Loja que les forces armées avaient retiré le soutien à Bucaram. Des négociations commencèrent avec Arteaga et Alarcón. La solution semblait être que Alarcón renoncerait au profit de Arteaga, sous la condition que celle-ci remette le pouvoir à un nouveau président, qui serait élu par le congrès au bout de quelques jours.
Le 9 février, Arteaga est nommé présidente par intérim par le Congrès pour une durée de deux jours.Le 11 février, Bucaram prenait un avion privé : il abandonnait le pays pour se rendre dans un autre qu’il connaissait très bien, un pays spécialisé dans l’accueil de présidents déchus, d’hommes politiques corrompus et de dictateurs : le Panama. Certains affirment aujourd’hui qu’il aurait emporté plusieurs millions de dollars dans cet avion, des billets qui auraient été transportés dans des sacs. Rien n’est prouvé sur ce point. Le Panama n’accueille cependant pas les politiciens qui n’ont pas de moyens « d’investir dans le pays ». Bucaram avait déjà prévu un possible retour en avançant de l’argent à certains dirigeants de ce pays centraméricain. Avant de quitter la salle d’embarquement, Bucaram s’adressa une dernière fois aux journalistes : « je m’en vais en tant que président de la République ».
Quelques heures après la fuite de Bucaram, Arteaga fit appel à un référendum pour que le pays décide qui sera nommé président : elle ou Alarcón. Cette stratégie resta sans effet, car Alarcón fut élu définitivement président par le congrès, et cela pratiquement à l’unanimité, avec 54 voix sur 60.
L’Équateur se trouvait sur un nouveau chemin, un chemin qui paraissait redonner de nouvelles perspectives à l’ensemble du pays. De nombreux reportages sur ces jours de confusion furent diffusés quelque temps après, mais au moment même la presse n’avait pas accompagné les événements chaotiques de ce début de mois de février 1997. Il semblerait qu’elle s’était limitée à observer, à rendre compte des faits. L’essentiel avait été cependant divulgué : la croissante corruption au sein du gouvernement de Bucaram avait été démontrée, l’image du président discréditée, les résultats de ses mesures évalués.

## Retour à la politique
En novembre 2012, Abadala Bucaram, toujours exilé au Panama, est choisi comme candidat à la prochaine élection présidentielle de février 2013 par le PRE (Partido Roldosista Ecuatoriano). La candidate à la vice-présidence est Denny Cevallos Capurro.
En juin 2017, Abdala Bucaram annonce son retour en Équateur pour le samedi 17 juin.